# Vorbasse
Vorbasse er en by i Sydjylland med 1.261 indbyggere  (2024), beliggende 20 km nord for Vejen, 16 km vest for Egtved, 19 km sydøst for Grindsted og 14 km syd for Billund. Vorbasse hører til Billund Kommune, som har kommunesæde i Grindsted og ligger i Region Syddanmark.
Vorbasse hører til Vorbasse Sogn. Vorbasse Kirke ligger i byen.

## Seværdigheder
Vorbasse Marked blev afholdt første gang i 1730. På de 3 markedsdage kommer der ca. 1/4 million besøgende samt 400-500 heste, ca. 650 kræmmere og over 200 smådyrshandlende. Desuden kommer der omrejsende tivolier og landevejens farende svende.

## Faciliteter
- Vorbasse Skole har 235 elever, fordelt på 0.-9. klassetrin, og 50 ansatte.[3]
- Vorbasse Fritidscenter har 2 haller, fitnesscenter, cafeteria samt bordfodbold og bordtennis i forhallen. Udendørs er der parkourbane, udendørs fitness, paddeltennis, beachvolley og fodboldbane.[4]
- Vorbasse Svømmehal er en del af fritidscentret og består af: bassin på 25x12 m, dybde 1,10-2,00 m, temperatur 28°; børnebassin på 9x7 m, dybde 0,50-0,90 m, 31,9°; soppebassin 2x7 m, dybde 0,28 m, 31,9°; sauna.[5]
- Vorbasse Kro er et tidligere forsamlingshus, der blev ombygget til kro i 70'erne. Den ældste del af kroen er fra 1909.[6]
- Plejehjemmet Frihavnen er opført i 1993/94 og udvidet i 1999, så der er 21 2-rums plejeboliger. Hjemmet har 27 ansatte.[7]
- Byen har desuden Brugs, bageri, pizzeria og lægehus.

## Historie

### Jernalderen
I jernalderen er der fundet flere grave med både mænd og kvinder omkring Vorbasse. I 1964 fandt en dreng nogle lerskår på sin fars mark i Vorbasse og meldte fundet til museet i Esbjerg, der kom og lavede en prøveudgravning. Arkæologerne fandt stolpehuller fra 300- og 400-tallet. Yderligere udgravninger foregik i 1974-1987. Der er også fundet en brønd, som i dag findes på byens museum.

### Vorbassedrengene
Vorbassedrengene var en gruppe voksne mænd fra Vorbasse, som i 1800-tallet systematisk plyndrede gravhøje i området mellem Esbjerg og Kolding. Formodentlig undersøgte de over 1200 høje. De fik nemt ejernes tilladelse, for højene lå i vejen for dyrkningen af jorden. Kun få høje var dengang fredede, for det blev oldtidsminder først generelt i 1937. Reglen om at danefæ skulle afleveres til Kongen mod fuld erstatning fandtes, men Vorbassedrengene solgte alle deres fund.

### Landsbyen
Vorbasse landsby talte i 1682 9 gårde, 2 huse med jord og 2 huse uden jord. Det samlede dyrkede areal udgjorde 362,0 tønder land skyldsat til 29,35 tønder hartkorn Dyrkningsformen var græsmarksbrug med tægter.
I 1879 blev Vorbasse beskrevet således: "Vorbasse med Kirke, Præstegaard, Skole, Veirmølle og Kro".

### Stationsbyen
I 1904 blev Vorbasse beskrevet således: "Vorbasse (c. 1340: Worbas), ved Landevejen, med Kirke, Præstegd., Skole, Missionshus (opf. 1893), Fattiggaard for V.-Hejnsvig Sogne (opr. 1878, Plads for 24 Lemmer), Lægebolig, Mølle, Købmandshdl., Kro og Markedsplads (Marked i April og Aug.)"  Det lave målebordsblad viser desuden et mejeri og en mindestøtte for 1864.
I 1917 fik Vorbasse station på Danmarks længste privatbane Troldhede-Kolding-Vejen Jernbane. Stationen havde 284 m krydsningsspor. Nordvest for stationsbygningen var der 114 m læssespor med sporskifte i begge ender samt dyrefold og blindspor til offentligt og privat varehus.
Sidebanen Vejen-Gesten blev nedlagt allerede i 1951. Hovedstrækningen Troldhede-Kolding, som Vorbasse lå på, blev nedlagt i 1968. Stationsbygningen er bevaret på Dalgasvej 10. Mod nordvest fra Østergade 45 går en kort jordvej, der er en del af banens tracé.
I 1930 var erhvervsfordelingen for Vorbasse stationsby med 429 indbyggere: 102 levede af landbrug, 154 af industri, 47 af handel, 55 af transport, 14 af immateriel virksomhed, 23 af husgerning, 32 var ude af erhverv og 2 uoplyst.

## Kendte personer
- Professor Labri, født Johannes Marius Dines Petersen (1863-1935), gøgler, tryllekunstner og rekommandør. Optrådte på markeder, bl.a. i Vorbasse, som han gjorde landskendt da han gav byens gadekær navnet "Vorbasse Krigshavn". I 1975 blev der rejst en mindesten for ham på Vorbasse markedsplads.
- Henrik Dam Kristensen (1957-), landpostbud og politiker for Socialdemokratiet. I 1990 kom han i Folketinget, som han blev formand for i 2019-2022. Han har haft mange ministerposter og været i Europaparlamentet.